# Digitale Poesie
Digitale Poesie ist eine Form des künstlerischen Umgangs mit Sprache, die in Medien wie Computer und Internet realisiert und seit den 1990er Jahren als eigenständige Kunstform wahrgenommen wird. Sie ist ein Bereich der digitalen Literatur.
Der Begriff der digitalen Poesie vereint mehrere unabhängig voneinander entstandene Zweige der computerbasierten Sprachkunst in sich. Dazu zählen sowohl die künstliche Textproduktion als auch Werke interaktiver Medienkunst, Hypertextliteratur, Netzliteratur sowie Arbeiten, die sich vorwiegend mit den Symbolebenen des Computers befassen. Das Konzept der digitalen Poesie besteht in der Auseinandersetzung mit der Sprache innerhalb eines digitalen Mediums. Der Computer wird dabei in der Regel als Werkzeug betrachtet, mittels dessen durch Programmierungen und verschiedenste Gestaltungsmöglichkeiten Sprachkunstwerke erstellt werden können. Der Begriff der digitalen Poesie ist jedoch in ständiger Entwicklung begriffen und nicht scharf einzugrenzen. Der Terminus „Poesie“ leitet sich vom lateinischen „poesis“ ab (ursprünglich griechisch: „poiesis“), was im Allgemeinen für den schöpferischen Prozess des Hervorbringens steht. Darunter muss also nicht Dichtkunst im streng konventionellen Sinne verstanden werden. Der Bestandteil „digital“ rührt von der Funktionsweise des Computers her, dessen Zeichensysteme auf den beiden Ziffern null und eins beruht, und verweist im Besonderen auf das Zeichenhafte, das der Computerkunst eigen ist. Begriffe ähnlicher Bedeutung sind etwa Electronic Poetry, New Media Poetry oder Cyberpoetry.
Die digitale Poesie versteht sich als Sprachkunst, welche die Grenzen der herkömmlichen Literatur gesprengt hat. Der entscheidende Unterschied zur traditionellen Literatur besteht darin, dass bei der digitalen Poesie – wie in allen experimentellen Schreibweisen – nicht mehr der Inhalt im Fokus steht, sondern die Sprache als Material. Die digitale Poesie hat nicht in erster Linie den Ausdruck von Gefühlen oder Meinungen zum Ziel, sondern will auf der Basis von bewussten Theorien und Experimenten ästhetische Sprachkunstwerke erschaffen. In diesem Sinne hat man es tatsächlich eher mit einer bildenden, materialen Kunst zu tun als mit Literatur. Digitale Poesie in entwickelter Form weist meist medialen Selbstbezug auf, ist prozessual, interaktiv, hypermedial sowie auf Vernetzung beruhend. Deshalb zählt sie zur Medialen Digitalen Kunst. (Siehe ausführlicher unter Strukturbestimmungen von digitaler Sprachkunst).

## Geschichte und Entwicklung
Die Entstehungsgeschichte der unterschiedlichen und doch oft zusammenfließenden Strömungen digitaler Poesie ist so unübersichtlich und komplex, dass nur ein oberflächlicher Überblick ohne Anspruch auf Vollständigkeit gegeben werden kann.
Erste sprachkünstlerische Arbeiten mit dem Computer entstanden in den 50er und 60er Jahren im Kreis um Max Bense, welcher bereits seit 1950 eine Ästhetik des poetischen Automaten entwickelt hatte. Auf einem Zuse-Großrechner erzeugte Theo Lutz 1959 die ersten künstlichen und stochastischen Texte. Parallel dazu experimentierte Emmett Williams seit 1956 mit seinen Procedural Poems, ohne einen Computer zu benötigen – er ersetzte die Buchstaben des Titels des zu schreibenden Gedichtes durch zufällig ausgewählte Wörter, so dass sich daraus wie durch ein Computerprogramm ein künstlicher Text generierte. In der folgenden Zeit erschienen mehrere Textautomaten wie etwa Jean Baudots La Machine a écrire (1964). Das Hauptaugenmerk dieser Experimente lag auf der ästhetischen Funktion automatisch bzw. künstlich erzeugter Texte. Impulse dazu gab auch die 1960 in Frankreich gegründete Gruppe Oulipo (Ouvroir de Littérature Potentielle, Arbeitsgruppe für Potentielle Literatur), beispielsweise mit Raymond Queneaus Arbeit Cent mille milliards de poèmes  (1961), welche aus zehn Sonetten mit beliebig kombinierbaren Zeilen bestand. Auch neuere Arbeiten wie Florian Cramers Permutationen  (1996) oder Eduardo Kacs biopoetisches Experiment Genesis (1999) sind in dieser Tradition der künstlichen Textproduktion zu sehen.
Ein anderer Ansatzpunkt der digitalen Poesie besteht in den Installationen interaktiver Medienkunst, so etwa Cybernetic Landscapes (1960er) und Legible City (1988–92), in denen sich der Betrachter durch virtuelle Landschaften aus Buchstaben bewegen kann, oder Frank Fietzeks Installation Bodybuilding (1997), welche einem Heimtrainer ähnelt und im Takt der Bewegungen Text ausspuckt. Im Vordergrund dieser Werke stand die Kommunikation zwischen dem Benutzer und dem elektronischen Medium.
Die internationale Verbreitung der digitalen Poesie ging mit dem Entwicklungsschub der neuen elektronischen Technologien in den 80er Jahren einher. Die HyperCard von Apple eröffnete 1987 die Epoche der Hypertext-Verfahren. Durch sie wurden Dateien frei verknüpfbar. Mittels Programmen wie Storyspace wurden bald erste literarische Hypertexte, sogenannte Hyperfictions, geschrieben – Erzählungen, deren Richtung der Leser durch seine Entscheidungen bestimmen kann.
Mit der durch sprachliche Zeichen codierten Symbolebene des Computers befassten sich zum Beispiel die Künstlergruppe Jodi (seit 1994), deren Werke auf den ersten Blick wie ein Systemfehler aussehen, das Ascii-Art-Ensemble (seit 1998) mit seiner Übertragung von Filmen in den ASCII-Code, oder Jaromil, dessen 13 Zeichen umfassende Forkbomb (2002) (s. auch Forkbomb) Unix-Systeme abstürzen lässt. Auf ihre Art verweisen alle Arbeiten auf die für den Durchschnittsbenutzer unsichtbare Funktionsweise des Computers.
Erst seit den 1990er Jahren werden die beschriebenen Strömungen verstärkt als Bestandteile derselben Gattung betrachtet. In diesem Zeitraum sind mehrere Projekte entstanden, die eine einende Funktion einnehmen – so zum Beispiel das Projekt p0es1s, die Internetseite des Electronic Poetry Center, Roberto Simanowskis Online-Journal dichtung digital sowie Drucksachen wie Eduardo Kacs Anthologie New Media Poetry oder ein von den französischen Journalen ALIRE und DOC(K)S gemeinsam herausgegebenes Heft zum Thema.
Eines der ersten deutschsprachigen Projekte war die Imaginäre Bibliothek von Heiko Idensen und Matthias Krohn, die in ihren Grundzügen schon 1990 für die Ars Electronica in Linz entstand. Eine vernetzte Szene begann sich im deutschen Sprachraum in den Jahren 1994 bis 1996 herauszubilden. Netzliteratur-Pioniere wie Olaf Koch, Sven Stillich, Reinhard Döhl, Johannes Auer, Martina Kieninger, Dirk Schröder, Claudia Klinger und Norman Ohler nutzten das Internet als poetischen Raum. Die Webplattform netzliteratur.net, initiiert von Johannes Auer, stellt eine Enzyklopädie des deutschsprachigen Diskurses dar.
Das Deutsche Literaturarchiv Marbach erstellte zwischen 2013 und 2015 im Rahmen eines von der DFG geförderten Projekts einen repräsentativen Korpus deutschsprachiger Netzliteratur. Die insgesamt 75 Werke bilden die Entwicklung der Netzliteratur im Zeitraum 1989 bis 2011 ab und sind ausführlich im zugehörigen MediaWiki beschrieben. Archivierte Publikationen werden über die Plattform SWBcontent zugänglich gemacht. Einen historischen Rückblick, technische Ergebnisse und Perspektiven für die Forschung zur Netzliteratur bietet der Abschlussband Netzliteratur im Archiv. Erfahrungen und Perspektiven.
„This is only the beginning“ (Eduardo Kac)

## Digitale Poesie – Strukturbestimmungen digitaler Sprachkunst
Im Folgenden sollen einige Schlüsselbegriffe der Medienpoesie genannt werden, die in der digitalen Poesie – spezifisch verändert oder auch erweitert – ihre Anwendung finden. Diese Konzepte sind eng miteinander verknüpft, daher findet man sie oft kombiniert oder auch ineinander fließend vor:

### Medialer Selbstbezug
Das Konzept des medialen Selbstbezugs bezieht das Medium selbst (in unserem Fall den Computer und dessen Technik) mit ein; das digitale Medium verweist sozusagen auf sich selbst. So werden Strukturen und Prozesse (des Mediums) zum Bestandteil der Kunst und machen die digitale Poesie erst zu dem, was sie ist. Beispielsweise werden Programmierungen, Quellcodes oder Schnittstellen selbstbezüglich inszeniert und Eigenschaften und Besonderheiten der digitalen Medien, wie zum Beispiel Animation, Interaktivität, Hypermedialität, Vernetzung, sowie Hard- und Software präsentiert. Das Konzept des medialen Selbstbezugs beschreibt das „poetische Interesse am (…) ‚Material’ selbst“. Als Beispiel wäre die Forkbomb von Jaromil zu nennen. Dieses „poetische Virus“, mit dessen Hilfe man durch die Eingabe von 13 Zeichen in die Befehlszeile eines Unix-Systems einen Computer zum Absturz bringen kann, ist ein Projekt, das aktiv auf das Programmieren selbst verweist. Der Mediale Selbstbezug ist ein zwingendes Kriterium der Digitalen Poesie und die wichtigste der Strukturbestimmungen digitaler Sprachkunst. Als zentrale Kategorie zieht sie sich durch alle anderen Konzepte hindurch.
Quelle:

### Prozessualität
Der Begriff Prozessualität bezieht sich auf die Dynamik, Bewegung und Animation von Kunstwerken. Prozessualität beschreibt also Kunstwerke, die nicht stagnieren, sondern die erst durch den eigentlichen Prozess vollendet werden und sich erst durch den Umgang mit ihnen realisieren. Die digitale Poesie zeichnet sich durch diese Veränderlich- und Prozesshaftigkeit aus. Im Mittelpunkt stehen die Dynamik von im weitesten Sinne sprachlichen bzw. zeichenhaften Vorgängen und die veränderte ästhetische Erfahrung von Zeit im elektronischen Sprach- bzw. Symbolraum. Die Vollendung des Kunstwerks liegt also meist auch in der Rezipientenaktivität. In jedem Fall ist das Prinzip der Unabgeschlossenheit ein wichtiger Faktor und geht mit der Prozessualität einher. Als Beispiel wären hier u. a. Arbeiten mit Verfallsprozessen zu nennen, zum Beispiel Genesis von Eduardo Kac, bei denen „symbolischen Transformationsprozesse“ verbildlicht werden. Dabei rückt „die Beziehung zwischen dem Wahrnehmbaren“, (Bewegung als Animation, als materielle Bewegung des Textes) „und den diese hervorrufenden Prozesse“ (die strukturelle Bewegung der Rechen- bzw. Symbolisierungsvorgänge) in den Fokus. Viele Künstler konzentrieren sich dabei nur auf einen der beiden Aspekte, also entweder auf die Animation auf dem Bildschirm oder die Verarbeitung im Computer oder im Netzwerk, viele thematisieren auch genau ihre Differenz. Prozessualität kann entweder auf den Menschen oder die Maschine bezogen sein. Also auf Prozesse „im Kopf“ oder auf maschinelle Prozesse. Auch Interaktivität ist eine Form von Prozessualität.
Quelle:

### Interaktivität
„Interaktivität“ bezeichnet das Miteinbeziehen des Publikums, das dadurch Teil der Kunst selbst wird. Im Mittelpunkt steht also ein aktiver, den Schaffensprozess nachvollziehender und vollendender Rezipient. Es entsteht eine Bindung bzw. ein Prozess zwischen Künstler und Rezipient, dessen „mitgestaltendes Eingreifen in den Kunstprozess“, offene und selbstreflexive Wahrnehmungs- und Interpretationsprozesse technisch anschaulich, empirisiert und beobachtbar macht. Die Aktivität des Benutzers wird Teil der Kunst. Häufig ist auch ein ganz körperlicher Einsatz in interaktiven Installationen gefordert. Ein Beispiel hierfür ist Legible City von Jeffrey Shaw. Hier „bewegt sich der Besucher auf einem stationären Fahrrad durch die Straßen einer Stadt, die vor ihm auf einer Projektionsfläche zu sehen sind“. Die Interaktivität ist eng verknüpft mit dem Prinzip der Prozessualität und lebt vom Dialog zwischen Benutzer und Computer. Ziel des Konzeptes ist Motivation – Das Wort Interaktivität soll als Lockmittel verwendet werden, um potenzielle Nutzer für das Projekt zu interessieren. Die Interaktivität kann nicht ad absurdum geführt werden, sondern nur innerhalb vorgegebener Grenzen in die Tat umgesetzt werden.
Florian Cramer allerdings gilt Jeffrey Shaws Legible City gerade auch deshalb nur mehr als pseudointeraktive Kitschwelt.
Quelle:

### Hypermedialität
Das Konzept der Hypermedialität bezieht sich auf die Fähigkeit, „alle vorgängigen technischen Medien zu simulieren bzw. zu integrieren“. Sie stellt eine Erweiterung des Hypertextes dar, indem der multimediale Aspekt betont wird. Wie der Hypertext auch, besteht Hypermedia auf Verknüpfungen. Diese umfassen verschiedene Medienformate, so dass neben reinen Textdateien auch Audio-, Bild- und Videodateien mit einfließen. Dabei sollte es weniger darum gehen, ein Multimediaspektakel zu erzeugen, als darum, die verschiedenen Qualitäten der Medienformen kreativ zu nutzen und miteinander zu verknüpfen. Auf diese Weise entsteht ein Gesamtkunstwerk, dessen mediale Eigentümlichkeit reflektiert werden kann und sollte. Das heißt, nicht nur die technische, sondern auch die kulturelle Qualität der verwendeten Medien kann beobachtet und hinterfragt werden.
Hypermedialität ist folglich mehr, als „Text hinter dem Text“. Es bezieht sich auch auf die Programmierebene, die sich hinter dem visuell-akustischen Gesamtdatenwerk verbirgt, bzw. dieses erst möglich macht.
Für die digitale Poesie bedeutet Hypermedialität eine Erweiterung: Sie erhält neue Dimensionen der Dynamik. Während Blatt- und Druckwerke zweidimensional und Textobjekte dreidimensional sind, erhalten die Texte auf dem Bildschirm Variabilität. Sie verändern sich während der Lektüre und können vom Benutzer beeinflusst werden. Das ermöglicht nicht nur eine neue Form der Rezeption, sondern neue Erfahrungen mit Zeit und Raum. Durch Animationen zum Beispiel wird das komplementäre Verhältnis von Zeit und Raum spezifisch gestaltet. Der Zeitfaktor wird in differenzierbarer Weise in die Struktur visueller Texte sowie in ihre Rezeption eingebracht.
Quelle:

### Vernetzung
Das Konzept der Vernetzung im Sinne von „kollaborierendem Schreiben“ hat es bereits vor der Erfindung des Computers gegeben. Beispiele dafür sind die „poetischen Spiele“ der Nürnberger Pegnitz-Schäfer im 17. Jahrhundert, der „Briefroman“ im 18. Jahrhundert, die „Salonliteratur“ im 19. Jahrhundert und die „Mail-Art-Dichtung“ wie Wolf Vostells und Peter Faeckes „Postversandroman“ im 20. Jahrhundert.
„Vernetzung“ im Sinne der digitale Poesie bezieht sich auf folgende Ansätze: Zum einen bezeichnet es die durch die Vernetzung von Computern möglich gewordene Dokumentenverknüpfung: Exemplarisch dafür ist das World Wide Web. Zum anderen beschreibt es die von räumlicher und zeitlicher Präsenz unabhängige Interaktion von Menschen mittels Computernetzen.
Digitale Poesie verwendet nicht nur die Technik der Vernetzung – sie reflektiert und veranschaulicht diese auch. So kann sie zum Beispiel im Falle des vernetzten, kollaborativen Schreibens darstellen, inwieweit Vernetzung als soziale und kommunikative Verknüpfung verwendet wird. Auch Dokumentenverknüpfung im Computer bzw. in Netzwerken wie dem Internet kann bewusst benutzt werden, um darzustellen, inwiefern sich das Konzept „Vernetzung“ kulturell auswirkt.
Unter dem ästhetischen Prinzip der Vernetzung verändern sich traditionelle Konzepte wie „Autorschaft“ und „Werk“ bzw. erweitern sie sich um Aspekte wie Kollektivität, 'Wreadership' (Übergänge zwischen Schreiben und Lesen), Offenheit, Unabschließbarkeit etc.
Quelle:

### Weitere Beschreibungskategorien
Transversalität und Transfugalität:
Transversalität bezeichnet, über die Vernetzung oder Oszillation, wie sie Christiane Heibach beschreibt hinausgehend, die Verkreuzung unterschiedlicher Codes. So amalgamiert beispielsweise das ASCII Art Ensemble den analogen Film mit dem ASCII-Code.
Transfugalität verweist auf den prekäre Status des Flüchtigen, der der digitalen Poesie eingeschrieben scheint. Ganz trivial zeigt sich die Transfugalität darin, dass viele digitale Werke, aufgrund der technischen Weiterentwicklungen, schon jetzt nicht mehr lesbar sind oder nur mit hohem rekonstruktivem Aufwand.
Quelle:

## Wichtige Beispiele der digitalen Poesie

### Bastian Böttcher: Der Looppool (1997)
Mit seinem interaktiven Gedicht in Form des Looppools vom süßen Leben sorgte Slam-Poet Bastian Böttcher für Aufsehen. In seiner „objektorientierten Poesie“ benutzt er die Interaktivität des Nutzers, um eine Aussage über den statischen Zustand von Texten zu machen. 1998 Gewann er dafür beim „Pegasus – Wettbewerb für neue Ausdrucksformen im Internet“ den Sonderpreis der „Zeit“, „IBM“ und „ARD-Online“.
Die Hypertext-Struktur des Looppools erscheint auf dem Bildschirm als Ornament mit verflochtenem Text, ähnlich den barocken „Gittergedichten“. Durch Anklicken des Startbuttons fängt Musik an und ein Text, der in Zweigen durch das Ornament fließt, wird „gerappt“. Wenn der Nutzer nicht eingreift, laufen Text und Musik normal („linear“) in 32 Takten ab. Aber durch einen Tastendruck auf die Tastatur kann der Nutzer an jeder beliebigen „Kreuzung“ die Richtung des Textes und damit die Verse selbst ändern („Cut-Up-Technik“) und somit einen fließenden, nicht-linearen Text schaffen. Dadurch können im selben Textfragment immer wieder neue Bedeutungen entstehen.
Die erste Version des Looppools erlaubt nur wenig Interaktivität: Denn der Nutzer kann als „DJ“ zwar selber entscheiden, welche Textzeilen gerappt werden, aber nur im geschlossenen Rahmen, d. h. man kann sich nur in dessen Vorgaben—im jeweiligen Ornament—bewegen. Zusammen mit dem Programmierer Willehard Grafenhorst hat Bastian Böttcher das Konzept nun erweitert und eine streamingfähige Version des Looppools entwickelt, der Looppool Null - D. Mit dieser Version kann der Nutzer selber weitere „Wortloops“ im Prozessablauf hinzufügen, so dass der Looppool kontinuierlich wächst und „Metastasenähnliche WortKnoten“ bildet, die seine Form verändern. Dadurch ist der Nutzer nicht mehr an eine feste Struktur gebunden. „Analog zu den ‚FunktionsPrinzipien’ virtueller 3D-Welten, soll der Looppool Null – D eine Reise durch ‚PoesieWelten’ vermitteln“.

### Florian Cramer: plaintext.cc (2004)
Der Philologe, Softwarekunst-Aktivist und Programmierer Florian Cramer nimmt oft eine sehr streng theoretische Position im Umgang mit digitaler Poesie ein. Mit seinen „Zehn Thesen zur Softwarekunst“ 2003 trug er dazu bei, eine wichtige theoretische Grundlage für das gesamte Genre zu schaffen, die dem Code einen hohen Stellenwert gibt. Seiner Meinung nach müssen Netzdichter die Programmiersprache verstehen, um mit den technischen Möglichkeiten künstlerisch umgehen zu können. Dieser Anspruch spiegelt sich in seinen Werken, wie zum Beispiel in plaintext.cc, wider.
Sein Werk plaintext.cc ist eine „autopoetische Junggesellenmaschine“, die aus drei Quellen stammt: Aus einem Text (George Batailles „Geschichte des Auges“, 1928), aus den Systemprogrammen des Rechners, und aus einem E-Mail-Dialog mit der australischen Dichterin Mez. Die Maschine besteht aus drei Spalten, denen eine Nummer zugeschrieben wird. Durch Anklicken einer der drei Nummern lädt die Seite sich neu und aus den drei Quelltexten wird nach bestimmten Parametern ein neuer Text generiert. Diese Art des Layouts kommt vom Manuskript des Hörspiels Georges Perecs „Die Maschine“ (1972), in dem ein Textgenerator einen gescheiterten Versuch unternimmt, ein Gedicht von Goethe zu verbessern.
Dementsprechend spielt Cramer in diesem Werk sowohl mit historischen als auch aktuellen Bezügen zu Texten und Diskursen: Die neue Technologie, die Maschine, „kontaminiert digitalen Code mit poetischem Text.“ Die scheinbar wahllosen Zusammensetzungen von Text und Code frustrieren manche Nutzer, belohnen aber diejenigen, die konzentriert dabeibleiben. Diese zwei unterschiedlichen Erfahrungen des Rezipienten zeigen eine möglicherweise fließende Grenze von (angeblichem) Schwachsinn zu (angeblicher) Kunst. Diese Erfahrung, insbesondere im Zusammenhang mit dem Werk Batailles, ist auch ein Beispiel für „Pornographic Coding“, in dem pornographische Inhalte und Code nicht mehr unabhängig voneinander sind, sondern vereint werden: „Program code is like pornography. It has linear logic, but no meaning.“

### ASCII Art Ensemble
Die Computer-Künstler des ASCII Art Ensembles schlossen sich mit dem Ziel zusammen, durch die „’Rückübertragung’ bewegter Filmbilder“ in den Ascii-Zeichencode Kunst zu schaffen. Die Gruppe, deren Mitglieder Walter van der Cruijsen, Luka Frelih und Vuk Cosic aus Amsterdam, Ljubljana und Berlin stammen, wurde 1998 gegründet.
ASCII steht für „American Standard Code for Information Interchange“ und ist eine Zeichencodierung, die u. a. das lateinische Alphabet und einige Satz- und Steuerzeichen umfasst. ASCII wurde 1967 erstmals veröffentlicht und im Jahr 1986 zuletzt aktualisiert.
Das ASCII Art Ensemble stellt bewegte Bilder, beispielsweise aus dem Film „King Kong“, durch ASCII-Zeichen dar. Die aus den 256 ASCII-Zeichen bestehenden, also nur durch Zahlen und Buchstaben grün auf schwarz abgebildeten Filme, rufen die Darstellungsweise früher Computer ins Gedächtnis zurück. „Das Verfahren erinnert an frühe, grafiklose und 24-nadelige Stadien der Druckertechnologie, als Bilder nur durch im Computer vorhandene ASCII-Zeichen dargestellt werden konnten und dementsprechend unentzifferbar waren.“ Die Bilder verlieren somit zu einem gewissen Teil ihre Aussage, gewinnen allerdings eine neue. Es ist die Rückverwandlung des Mediums und das Sichtbarmachen seiner Ursprünge: Der Zeichen. Das ASCII Art Ensemble hat durch den Einsatz des ASCII-Zeichencodes unterschiedliche Kunst-Projekte veröffentlicht. In „ASCII to Speech - history of art for the blind“ beispielsweise werden in ASCII-Zeichen übersetzte Bilder aus der Kunstgeschichte Zeichen für Zeichen mit Hilfe einer Software, die Text in Sprache umwandelt, vorgelesen. Ein weiteres Beispiel und eines der bekanntesten Werke des ASCII Art Ensembles ist ASCII History of Moving Images. Dabei handelt es sich um eine Sammlung von sieben in ASCII-Zeichen umgewandelte Filmausschnitte, beispielsweise aus dem oben genannten „King Kong“, oder auch „Star Trek“ und „Psycho“. Dazu zählt auch Deep ASCII, die ASCII-Version des Pornofilms „Deep Throat“. Hier wird besonders deutlich, wie sehr die Umwandlung eines Films in den ASCII-Zeichencode den Inhalt bzw. die Wirkung auf den Zuschauer beeinflusst. Die pornografischen Bilder sind nicht mehr zu entziffern, es bleibt deren ASCII-Version. Was vorher verrucht war, wird verharmlost, entstellt, verzerrt und somit zu Kunst.

### Eduardo Kac: Genesis (1999)
Mit seinen „transgenen Kunstwerken“ eröffnete Eduardo Kac einen neuen Bereich der digitalen Poesie, den der „Bio-Poesie“: Hier werden lebende Organismen als innovative Sprachschöpfungen durch digitale Transcodierung und Interaktivität via Internet gesehen. Mit seinen unterschiedlichen Werken im Bereich der Bio-Poesie (u. a. „GFP Bunny“, „The Eighth Day“ und „Move 36“) versucht Kac die gegenwärtige Richtung der Bio- und Gentechnologie zu kritisieren und sie in den öffentlichen Diskurs zu bringen.
Das Kunstwerk Genesis untersucht „die komplizierte Beziehung zwischen Biologie, Glaubenssystemen, Informationstechnologie, dialogischer Interaktion, Ethik und dem Internet“. Ausgangspunkt für das Werk ist ein Satz aus der biblischen Schöpfungsgeschichte (Buch Moses): “Let man have dominion over the fish of the sea, and over the fowl of the air, and over every living thing that moves upon the earth.” Dieser Satz wird zuerst ins Morsealphabet und dann durch einen speziell von dem Künstler entwickelten Prozess in DNS-Basenpaare übertragen. Dadurch entsteht ein „Künstler-Gen“.
Durch das Klonen dieses synthetischen Gens entsteht ein Bakterium (JM101), welches im Zeitraum der Ausstellung sowohl durch den natürlichen Vermehrungsprozess von Bakterien, als auch durch eine von Menschen via Internet gesteuerte UV-Strahlung, mutiert. Am Ende der Ausstellung wird die mutierte DNS-Struktur das Bakterium zurück ins Morsealphabet und dann ins Englische übertragen. Durch diese „Endübertragung“ wird die Mutation des Bakteriums, und somit des Ausgangssatzes, deutlich. Hier das Ergebnis der ersten Ausstellung im Jahr 1999 in Linz, Österreich: „Let aan have dominion over the fish of the sea and over the fowl of the air and over every living thing that ioves ua eon the earth“.
Diese minimale Änderung des originalen biblischen Satzes durch Technologie ist symbolisch für die menschliche Fähigkeit, mit Hilfe neuer Technologien „Gott“ zu spielen. Der Nutzer akzeptiert den Satz in der originalen Form nicht und kann durch die Interaktivität neue Bedeutungen schaffen; die Grenzen zwischen dem natürlichen Leben und digital/technologisch-basierten Daten werden damit verwischt.